# Dème de Némée
Pour ballet Néméa, voir Fiammetta.
Le dème de Némée (grec moderne : Δήμος Νεμέας) est un dème (municipalité) de la périphérie du Péloponnèse, dans le district régional de Corinthie, en Grèce. 
Il a été créé sous sa forme actuelle dans le cadre du programme Kapodistrias par la fusion des anciennes communautés de Némée, Anciennes-Cléones, Ancienne-Némée, Léondi, Pétri, Daphni, Aïdonia, Kastraki, Koutsi et Galatas. Il n'a pas été modifié par le programme Kallikratis de 2010. 
Il tient son nom du sanctuaire antique de Némée. Son siège est la localité de Némée, qui portait avant 1923 le nom d'Agios Georgios (Saint-Georges) ayant donné son nom à un cépage local. 
Un premier dème portant ce nom avait fonctionné de 1834 à 1912. La ville moderne de Némée comptait 3 853 habitants en 2011.

## Subdivisions
Le dème ne comprend qu'un seul « district municipal », divisée en neuf « communautés locales » et une « communauté municipale », correspondant aux anciennes communautés fusionnées en 1999.
- Némée
- Anciennes-Cléones, appelé Kondostavlon jusqu'en 1963
- Ancienne-Némée
- Léondi
- Pétri
- Daphni
- Aïdonia
- Kastraki
- Koutsi
- Galatas

## Histoire
La région de Némée est célèbre dans la mythologie grecque pour être le théâtre d'un des travaux d'Héraclès, ainsi que l'endroit de la métamorphose d'Io en vache.
La vallée du village actuel de Némée (Agios Georgios) était dans l'antiquité le territoire de la cité-État de Phlionte. 

### Le sanctuaire de Zeus Néméen
Le sanctuaire de Zeus, situé dans une vallée adjacente, faisait quant à lui partie du territoire de Cléones en Argolide, avant d'être administré par Argos ; il n'abritait pas d'habitat permanent et ne constituait pas une cité-État. Un premier sanctuaire fut construit au VIe siècle, puis détruit à la fin du Ve siècle ; un nouveau sanctuaire fut reconstruit vers -330, mais abandonné à partir de -270. Le site fut occupé aux Ve et VIe siècles par une communauté chrétienne florissante, avant d'être brutalement abandonné après 580 lors des invasions slaves, et déserté pendant plus de 500 ans. Il est habité à nouveau à partir du XIIe siècle, les dernière traces d'occupation datant des débuts de la période ottomane ; la vallée est ensuite abandonnée, car rendue insalubre à la suite de l'obstruction des gorges du fleuve la drainant au nord. En 1883, des travaux de drainage réalisés par une société française permettent de rendre la zone cultivable, et un village nommé Héraklion (et renommé « Ancienne-Némée » par la suite) construit peu après.